# Draskóczy István
Draskóczy István (Budapest, 1952. március 7.) levéltáros, történész, egyetemi tanár, az MTA doktora.

## Élete
Bolla Ilona tanítványaként történelem-levéltár szakon végzett az Eötvös Loránd Tudományegyetemen. 1978-ban egyetemi doktorátust szerzett (témavezetője: Gerics József). 1995-től kandidátus, 2009-től akadémiai doktor.
Levéltárosként Esztergomban dolgozott. 1979-től tanít az ELTE Bölcsészettudományi Karán. Az ELTE BTK Történeti Intézet Középkori Történeti Tanszékének oktatója. 1998-2002 között Széchenyi professzori ösztöndíjas volt. 2011-től egyetemi tanár. 1990-1998 között a Debreceni Egyetemen is oktatott.
1991-től tagja az OKTV történelem bizottságának. 2013-ban Szögi Lászlóval és Borsodi Csabával egyetemtörténeti kutatócsoportot alapított, amelynek vezetője lett. 2015-től tagja az MTA BTK Történettudományi Intézet "Lendület" Középkori Magyar Gazdaságtörténet Kutatócsoportnak. Elsősorban társadalom- és gazdaságtörténeti (késő középkori magyarországi sóbányászat és -kereskedelem) kérdésekkel foglalkozik.

## Díjai, elismerései
- 2014 Bonis Bona díj
- 2015 ELTE BTK Gróf Cziráky Antal-díj
- 2022 A Magyar Érdemrend tisztikeresztje

## Főbb
- A magyar nép története 1526-ig; Ikva, Budapest, 1990 (Korszerű történelem érettségizőknek és felvételizőknek)
- Magyarország krónikája. 4. A liliom jegyében; Adams, Budapest, 1992
- A magyar nép története 1526-ig; 4. jav., bőv. kiad.; Ikva, Budapest, 1992 (Korszerű történelem érettségizőknek és felvételizőknek)
- H. Kelemen Márta: Dorog a régészeti adatok tükrében / Draskóczy István: Dorog története a középkorban és a török időkben; Dorog Város Barátainak Egyesülete, Dorog, 1994 (Dorogi füzetek)
- 1998 Sáros megye vámhelyei a 14. században. In: Csukovits Enikő (szerk.): Tanulmányok Borsa Iván tiszteletére. Budapest.
- 1998 Kassa és Szeged vitája az 1480-as években. In: História, 1998/5–6, 25.
- Magyar századok. 5. A tizenötödik század története; Pannonica, Budapest, 2000
- 2008 Hunyadi Mátyás élete és uralkodása. In: História folyóirat, 2008/10.
- A magyarországi kősó bányászata és kereskedelme, 1440–1530-as évek; MTA BTK TTI, Budapest, 2018 (Magyar történelmi emlékek. Értekezések)